# 独鈷水
独鈷水（とっこすい、どっこすい、どっこんすい、おこうずい、など）は、日本各地にある湧水の呼称である。これらの湧水の多くが、空海（弘法大師）（場所によっては別の高僧）が、仏具の一種である独鈷を使って湧出させた、というような類似性のある由来を持つ。空海に由来するものは、いわゆる弘法水（こうぼうすい）の一種である。

## 各地の独鈷水の例
- 新潟県、胎内市の乙寶寺境内の湧水であるどっこん水[1]。空海が独鈷で地面を突いて湧出させたという伝承を持つ。"どっこすい"が次第に変化して"どっこんせい"、"どっこんすい"と呼ばれるようになった。現在では同名のミネラルウォーターとして販売もなされている。
- 福井県の越知山の湧水であるとっこすい。修験道の僧、泰澄が独鈷で湧水させた伝承を持つ[2]。
- 栃木県岩舟町（現在は栃木市に編入）の湧水である慈覚大師独鈷水[3]。円仁（慈覚大師）の由来と伝わる。
- 京都府長岡京市の楊谷寺境内の湧水であるおこうずい[4]。楊谷寺で修行していた空海が、この境内の湧水で猿が眼を洗っているのを見て、眼病に効く湧水として広めたとされる。
- 京都市東山区の来迎院境内の湧水[5]。とっこすいあるいはどっこすいと呼ばれる。空海が独鈷で地面を突いて湧出させたという伝承を持つ。霊元天皇に仕えていた女官の娘で、生まれつき眼が不自由であった女性が、この独鈷水で眼を洗うと良いというお告げに従ったところ眼が見えるようになった、という伝承がある。
- 京都市伏見区醍醐にある醍醐天皇陵の西部に、弘法大師独鈷水の石碑を持つ井戸がある[6]。この石碑は大正時代の建立である。
- 兵庫県豊岡市の城崎温泉にある極楽寺境内の湧水であるどっこすい[7]。城崎温泉の開祖とされる道智上人が温泉湧出を祈願している最中に掘り当てた湧水であるという伝承がある。尚、この独鈷水は温泉ではなく、冷たい湧水である。現在、同名の和菓子が城崎温泉の土産物として販売されている。
- 高知県高知市の五台山の山内にあるどっこすい[8]。五台山の竹林寺で修行していた空海が、堂の補修の際に投げた独鈷が当たったところから湧水したという伝承が残る。後に当地を訪れた夢窓疎石により吸江十景の一つとして数えられた。
- 福岡県糟屋郡篠栗町にある篠栗霊場近くの若杉奥之院の湧水であるとっこすい[9]。空海が独鈷で地面を突いて湧出させたという伝承を持つ。尚、篠栗町に隣接する須恵町には、天台宗の開祖である最澄が独鈷で湧水させたというおこうずいも存在する。

## その他・類似する湧水
- 独鈷の湯 - 静岡県伊豆市の修善寺温泉を流れる修善寺川の中にある温泉[10]。空海が湧出させたという伝承を持つ。
- 弘法池 - 石川県白山市釜清水町にある湧水。空海が湧出させたという伝承を持つ[11]。